# Актор озвучування

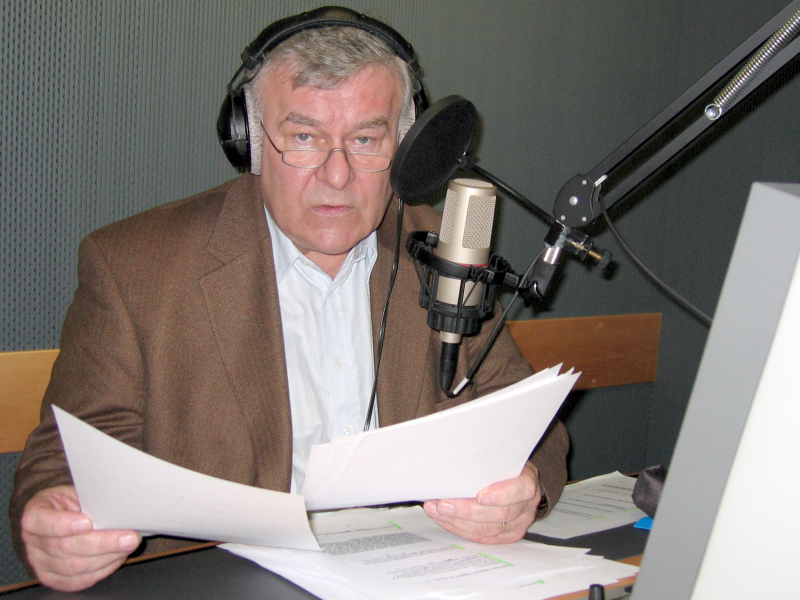
Актор озвучування на робочому місці

Актор озвучування — актор або диктор, який озвучує репліки в кіно, мультфільмах або відеоіграх. Актори озвучування залучаються до:
- Дубляжу фільму на іншу мову
- Озвучування ролей, які виконуються не живим актором (радіопостановки, мультфільми і відеоігри; ролі, які виконує тварина, комп'ютерний персонаж або робот; закадровий голос).
- Роботи над проєктами, в яких неможливо одночасно знімати кадри і записувати звук (наприклад, через сторонні шуми або незадовільну мову актора)